# Lufu (Sprache)
Die Sprache Lufu ist eine isolierte Sprache Nigerias, die nur noch von wenigen älteren Erwachsenen aus dem Volk der Lufu im Takum Local Government Authority im Bundesstaat Taraba State gesprochen wird.
Ihre Sprecher gingen zumeist dazu über, die Sprache Englisch – die Amtssprache Nigerias – zu übernehmen. Einige können aber auch das Jukun. Es wird berichtet, dass die Sprache näher mit dem Bete und dem Bibi verwandt ist. Nach Angaben des Wiener Yukuben-Projektes sind Lufu und Bete südliche jukunoide Sprachen aus der platoiden Gruppe der Niger-Kongo-Sprachfamilie.